# Baby KARA
Baby Kara，是韓國DSP Media因應旗下女子團體KARA成員妮可、知英先後約滿離隊，所舉行的新成員遴選節目《KARA PROJECT-KARA The Beginning》，當中，由七名候選成員組成的表演團體。成員包括素真、時倫、齡智、彩暻、 昭珉、採媛和有知。隨著在2014年7月1日在MBC Music播出的《KARA PROJECT-KARA The Beginning》，最終齡智被選為KARA的新成員，Baby Kara宣傳期隨之結束。

## 經歷
DSP Media旗下五人女子組合KARA成員妮可、知英，先後於2014年1月14日、4月5日約滿離隊。令KARA只剩下三位成員奎利、昇延、荷拉，更令外界揣測KARA面臨解散危機。
5月12日，為重振KARA人氣，DSP Media宣佈，為填補KARA成員空缺，將會舉行公開投票選秀節目《Kara Project》，候選者包括旗下已解散女團PURETTY三位成員、以及四名練習生合共七人，合稱「Baby Kara」。
5月13日，《Kara Project》公布後，引起歌迷強烈反對，隊長奎利為此於個人Twitter，發表公開留言致歉。
5月14日，DSP Media官方網頁正式開始Baby Kara宣傳，並公開首位成員素真(SoJin)
5月15日，公開第二位成員時倫(ShiYoon)
5月16日，公開第三位成員齡智(YoungJi)
5月17日，公開第四位成員彩暻(ChaeKyoung)
5月18日，公開第五位成員昭珉(SoMin)
5月19日，公開第六位成員採媛(ChaeWon)
5月20日，公開最後一位成員有知(YooJi)
5月21日，官方發佈正式宣傳海報，以「挑戰以Kara之名重生的夢想」為標題。同時宣佈5月27日晚上6時，將會首播一連六集真人選秀節目「《KARA PROJECT-KARA The Beginning》」，將會從七位成員中選出兩位成為KARA正式成員(最終改為只選出一位)。期間Baby Kara將會接受各項任務與挑戰，包括演繹KARA名曲、以及在全國不同地方進行表演。同時開放即時短信投票和SNS投票機制，
5月24日，票選新成員的消息被確定後，終於引起早已不滿的歌迷強烈反彈，即使隊長奎利早前曾為此向歌迷致歉，仍無法平息憤怒，甚至令歌迷向唱片公司聯署、於公司門外掛起橫額表示反對。。KARA成員只好再度向歌迷公開表達歉意。
7月1日，最後一集《Kara Project-Kara the Beginning》中，總結五次累計分數與直播投票分數相加後，由得票最高的成員齡智勝出，正式成為KARA第四位成員。隨著節目完結，Baby Kara活動期亦宣告結束。
12月15日，DSP Media推出旗下藝人合唱專輯「White Letter」。Baby Kara成員昭珉、采媛兩人以組合名義，參與單曲錄製。
2015年2月24日，已約滿離開的成員素真於寓所墜樓，搶救無效不治，得年22歲。
2015年8月25日，Baby Kara成員昭珉、採媛以DSP Media新女團APRIL正式出道，出道Showcase時，同為Baby Kara成員時倫、彩暻皆有到場觀看。但成員昭珉在同年11月9日，因要專心學業的理由而退出APRIL。
2016年1月15日，KARA成員奎利、昇延、荷拉於月底約滿，三人皆不續約，而齡智則會繼續留在公司發展個人活動。
2016年1月22日，Baby Kara成員彩暻、時倫參加Mnet選秀節目《PRODUCE 101》，分別取得第16名及第41名的成績。
2016年11月11日，Baby Kara成員彩暻加入APRIL。
2016年12月1日，Baby Kara成員昭珉以男女混聲團體K.A.R.D身份再次出道，而KARA成員齡智為團體的第一代隱藏成員。

### 《KARA PROJECT-KARA The Beginning》各集任務與演繹歌曲
| 歌曲列表 | 歌曲列表 | 歌曲列表        | 歌曲列表                 | 歌曲列表                           |
| 集數     | 歌曲     | 歌曲            | 表演地點                 | 備註                               |
| 集數     | 原唱者   | 歌名            | 表演地點                 | 備註                               |
| -------- | -------- | --------------- | ------------------------ | ---------------------------------- |
| 1st      | Kara     | STEP            | 於音樂劇公演場表演       | 成員齡智因腳傷入院而未能參與       |
| 2nd      | Kara     | Rock U          | 突襲校園進行表演         | 成員齡智因腳傷入院而未能參與       |
| 3rd      | Kara     | Lupin           | 主題公園                 | 成員齡智傷癒回歸，首次七人同場表演 |
| 4th      | Kara     | GO GO SUMMER!   | 日本大型商場             |                                    |
| 5th      | Kara     | 미스터 (Mister) | 首爾松坡區友利金融藝術廳 | 7人首場，也是最後一次全員公演      |

## 成員資料
成員的漢字只是音譯，官方尚未正名
| Baby Kara成員列表           | Baby Kara成員列表                    | Baby Kara成員列表                | Baby Kara成員列表 | Baby Kara成員列表 |
| 藝名                        | 本名                                 | 出生                             | 參與直播成員      | 簡歷 |
| --------------------------- | ------------------------------------ | -------------------------------- | ----------------- | --- |
| - 素真 - 소진 - So-Jin      | - 安素真 - 안소진 - Ahn So Jin       | 1992年5月25日 （已逝，得年22歲） | ✔                 | 曾在DSP當5年練習生。 約滿離巢後，於2015年2月24日於寓所墜樓，自殺逝世，得年22歲                                                                      |
| - 齡智 - 영지 - Young-Ji    | - 許齡智 - 허영지 - Hur Young Ji     | 1994年8月30日                    | ✔                 | 曾為Core Contents Media和KEYEAST練習生 最終成為Kara成員， 2016年1月15日Kara成員合約到期，但並未正式解散。為K.A.R.D 首張單曲的隱藏成員(hiDden)。     |
| - 時倫 - 시윤 - Shi-Yoon    | - 曺時倫 - 조시윤 - Cho Shi Yoon     | 1996年2月21日                    |                   | 曾為PURETTY成員，曾為PRODUCE 101練習生，後被淘汰 |
| - 彩暻 - 채경 - Chae-Kyoung | - 尹彩暻 - 윤채경 - Yoon Chae Kyoung | 1996年7月7日                     |                   | 曾為PURETTY成員，曾為PRODUCE 101練習生，後被淘汰，現為限定女團C.I.V.A、限定女團I.B.I、APRIL成員                                                     |
| - 昭珉 - 소민 - So-Min      | - 全昭珉 - 전소민 - Jeon So Min      | 1996年8月22日                    | ✔                 | 曾為PURETTY成員，在DSP當4年練習生。 2015年7月19日以新女團APRIL成員公開，8月25日正式出道，不足三個月後退出，現為KARD成員                             |
| - 採媛 - 채원 - Chae-Won    | - 金採媛 - 김채원 - Kim Chae Won     | 1997年11月8日                    | ✔                 | 曾在DSP當3年練習生。 2015年7月22日以新女團APRIL成員公開，同年8月25日正式出道                                                                        |
| - 有知 - 유지 - Yu-Ji       | - 孫有知 - 손유지 - Son Yu Ji        | 1998年11月25日                   |                   | 曾參與2012年SBS選秀節目《K-pop Star 2》、以「YouU」成員之一打入Top8名次。 其後加入DSP成為練習生，之後加入GH娛樂，為Apple.B(已解散)隊長，現為3YE隊長 |

## 音樂
- 2014年 DSP Media家族專輯「White Letter」
  - 2014年12月15日發行
  - 「White」，合唱﹕昭珉、采媛
  - 你心裡的我 (그대 안의 나)，主唱﹕昭珉、采媛(以DSP Girls名義參與)

## 資料來源
1. ↑  .   [2015-02-25]. （原始内容存档于2015-02-25）.
2. ↑  
.   [2015-02-25]. （原始内容存档于2015-02-25）.
3. ↑  .   [2015-02-25]. （原始内容存档于2015-02-25）.
4. ↑  .   [2015-02-25]. （原始内容存档于2015-02-26）.
5. ↑  .   [2015-02-25]. （原始内容存档于2015-02-26）.
6. ↑  .   [2015-02-25]. （原始内容存档于2015-02-25）.
7. ↑  .   [2015-02-25]. （原始内容存档于2015-02-26）.
8. ↑  .   [2015-02-25]. （原始内容存档于2015-02-26）.
9. ↑  .   [2015-02-25]. （原始内容存档于2015-02-25）.
10. ↑  .   [2015-02-25]. （原始内容存档于2015-02-25）.
11. ↑  .   [2015-02-25]. （原始内容存档于2015-02-25）.
12. ↑  .   [2015-02-25]. （原始内容存档于2015-02-25）.
13. ↑  .   [2015-02-25]. （原始内容存档于2015-02-25）.
14. ↑  .   [2015-02-25]. （原始内容存档于2015-02-26）.
15. ↑  .   [2015-02-25]. （原始内容存档于2015-02-25）.
16. ↑  .   [2015-02-25]. （原始内容存档于2015-02-25）.
17. ↑  .   [2015-02-25]. （原始内容存档于2015-02-25）.
18. ↑  .   [2015-02-25]. （原始内容存档于2015-02-25）.
19. 1 2 3 4 5 6  .   [2014-07-03]. （原始内容存档于2014-07-07）.  KARA PROJECT
20. ↑  .   [2015-02-25]. （原始内容存档于2015-02-25）.
21. ↑  .   [2015-02-25]. （原始内容存档于2015-02-25）.
22. ↑  .   [2015-02-25]. （原始内容存档于2015-02-25）.
23. ↑  .   [2015-02-25]. （原始内容存档于2015-02-25）.
24. ↑  .   [2015-02-25]. （原始内容存档于2015-02-25）.
25. ↑  .   [2015-02-25]. （原始内容存档于2015-02-25）.